# LG 인터치
LG 인터치(LG InTouch, LG KS360)는 LG전자가 2008년 7월에 출시한 휴대 전화기이다.